# Tetralonia gossypii
Tetralonia gossypii är en biart som beskrevs av Cockerell 1931. Tetralonia gossypii ingår i släktet Tetralonia och familjen långtungebin. Inga underarter finns listade i Catalogue of Life.